# Aneilema trispermum
Aneilema trispermum är en himmelsblomsväxtart som beskrevs av Robert Bruce Faden. Aneilema trispermum ingår i släktet Aneilema och familjen himmelsblomsväxter. Inga underarter finns listade.